# Bethany, Pennsylvania
Bethany är en ort i Wayne County i delstaten Pennsylvania. Orten har fått namn efter Betania. Enligt 2010 års folkräkning hade Bethany 246 invånare.

## Kända personer från Bethany
- David Wilmot, politiker